# Hormilleja
Hormilleja és un municipi de la Rioja, a la regió de la Rioja Alta. Està situat a la comarca de Nájera, en la confluència dels rius Najerilla i Tuerto.

## Història
A Hormilleja existeixen vestigis que demostren l'antiguitat del poblament del seu territori. Han estat trobats en els jaciments celtibers i romans situats en el seu terme municipal. El municipi va pertànyer al senyoriu del Monestir de Cañas, sent escollit l'alcalde per la monges d'aquesta institució. En el segle xviii va formar part de la Junta de Valpierre, pertanyent al partit de Santo Domingo de la Calzada, en aquesta època parteix de la província de Burgos.

## Economia
Està basada en l'agricultura, principalment vinyers i cereals. La seva proximitat a la localitat de Nájera facilita que siguin molts els habitants que es desplacin a treballar en les seves indústries.